# Leitstruktur (Pharmakologie)
Eine Leitstruktur (engl. lead) ist ein chemischer Stoff, der in der Pharmaforschung im Zuge eines Wirkstoffdesigns als ein Ausgangspunkt für die Entwicklung eines Arzneistoff-Kandidaten untersucht wird. Eine Leitstruktur zeigt in vitro schon eine erwünschte biologische Wirkung, hat aber in der Wirkstärke, Selektivität und Pharmakokinetik noch nicht die für einen Arzneistoff benötigten Qualitäten.
Von einem beliebigen Treffer (Hit) aus einem High-throughput screening unterscheidet sich eine Leitstruktur dadurch, dass ihre Struktur die Synthese von analogen Molekülen erlaubt. Eine Leitstruktur kann auch ein Naturstoff sein, der durch chemische Modifikationen in seinen pharmakologischen Eigenschaften verbessert werden muss.
Mittels geeigneter chemischer, biochemischer und in-silico-Methoden wird in der medizinischen Chemie versucht, die Molekülstruktur und damit die Wirkungsweise der Leitstruktur so weit zu optimieren, dass der Arzneistoff-Kandidat in den nächsten Phasen der Arzneimittelentwicklung getestet werden kann.